# Charles R. Crisp
Charles Robert Crisp, född 19 oktober 1870 i Ellaville i Georgia, död 7 februari 1937 i Americus i Georgia, var en amerikansk demokratisk politiker. Han var ledamot av USA:s representanthus 1896–1897 och 1913–1932. Han var son till Charles F. Crisp som var representanthusets talman 1891–1895.
Crisp inledde 1895 sin karriär som advokat i Americus. Efter faderns död år 1896 fyllnadsvaldes Charles R. Crisp till representanthuset men den gången kandiderade han inte för en hel mandatperiod. Han återvände till sin advokatpraktik och arbetade sedan som domare i Americus 1900–1912. År 1913 tillträdde han på nytt som kongressledamot. Crisp efterträddes 1932 i representanthuset av Bryant Thomas Castellow.
Crisp avled 1937 och gravsattes på Oak Grove Cemetery i Americus i Georgia.